# Jane Casey
Pour les articles homonymes, voir Casey.
Jane Casey, née en 1977 à Dublin, est une romancière et nouvelliste irlandaise.

## Biographie
Elle naît à Dublin en 1977 et grandit dans le village voisin de Castelknock (en). Durant sa scolarité, elle étudie l'anglais au Trinity College de Dublin et la littérature anglaise et irlandaise au Jesus College de l'université d'Oxford.
Installée à Londres, où elle travaille dans le domaine de la littérature pour la jeunesse, elle débute en 2010 une carrière de romancière avec la publication du thriller Ceux qui restent (The Missing). Par le feu (The Burning), son second roman, marque le début d'une série consacrée aux enquêtes de la jeune recrue de la police londonienne Maeve Kerrigan. 
En 2013, elle lance une seconde série, destinée à la jeunesse, et ayant pour héroïne la jeune Jess Tennant.

## Œuvre

### Romans

#### SérieMaeve Kerrigan
- The Burning (2010) Publié en français sous le titre Par le feu, traduction de Cecile Leclère, Paris, Presses de la Cité, coll. « Sang d'encre », 2013 ; réédition, Paris, 10/18 no 4843, 2014
- The Reckoning (2011) Publié en français sous le titre Dernier Jugement, traduction de Cecile Leclère, Paris, 10/18 no 4961, 2015
- The Last Girl (2012)
- The Stranger You Know (2013)
- The Kill (2014)
- After the Fire (2015)
- Let the Dead Speak (2017)
- Cruel Acts (2019)
- The Cutting Place (2020)
- The Close (2023)

#### Autre roman
- The Missing (2010) Publié en français sous le titre Ceux qui restent, traduction de Cecile Leclère, Paris, Presses de la Cité, coll. « Sang d'encre », 2012 ; réédition, Paris, 10/18 no 4762, 2013
- The Killing Kind (2021)

### Nouvelles

#### SérieMaeve Kerrigan
- Left For Dead (2013) Publié en français sous le titre Laissée pour morte, précédée de Dernier Jugement, traduction de Cecile Leclère, Paris, France Loisirs, 2015
- One in Custody (2019)
- Love Lies Bleeding (2019)
- Silent Kill (2020)

### Littérature d'enfance et de jeunesse

#### SérieJess Tennant
- How to Fall (2013)
- Bet Your Life (2014)
- Hide and Seek (2015)

## Prix et distinctions

### Prix
- Prix Mary Higgins Clark 2015 pour The Stranger You Know.

### Nomination
- Prix Ned Kelly 2020 du meilleur roman étranger pour Cruel Acts[1]